# Обор (район імені Лазо)
Обо́р (рос. Обор) — селище у складі району імені Лазо Хабаровського краю, Росія. Адміністративний центр Оборського сільського поселення.

## Населення
Населення — 666 осіб (2010; 813 у 2002).
Національний склад (станом на 2002 рік):
- росіяни — 86 %